# العقيدة الأمريكية

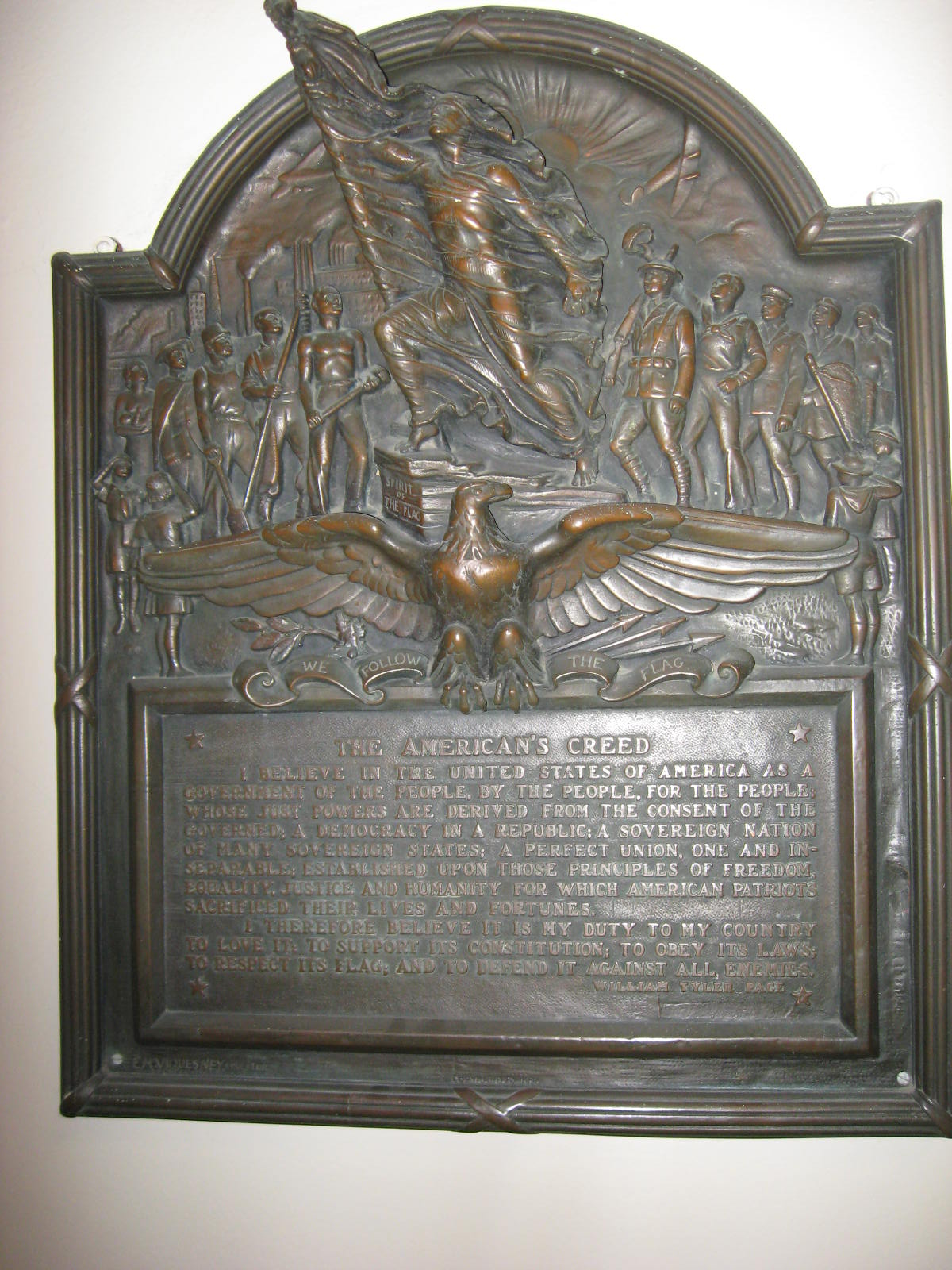
لوحة مكتوب عليها نص العقيدة الأمريكية في جامعة بتلر.

"العقيدة الأمريكية" (بالإنجليزية:American's Creed) هو عنوان لقرار وافق عليه مجلس النواب الأمريكي في 3 أبريل 1918. وهو بيان كتب في عام 1917 من قبل ويليام تايلر بيج كمدخل إلى مسابقة وطنية.